# Anolis placidus
Anolis placidus är en ödleart som beskrevs av  Hedges och THOMAS 1989. Anolis placidus ingår i släktet anolisar, och familjen Polychrotidae. Inga underarter finns listade i Catalogue of Life.